# توما داموزو
توما داموزو (فرانسوی: Thomas Damuseau‎؛ زادهٔ ۱۸ مارس ۱۹۸۹) دوچرخه‌سوار اهل فرانسه است.